# ヨハン・ベルンハルト・フィッシャー・フォン・エルラッハ
ヨハン・ベルンハルト・フィッシャー・フォン・エルラッハ (Johann Bernhard Fischer von Erlach
1656年7月20日 - 1723年4月5日)は、オーストリアの建築家、彫刻家。

## 生涯
ヨハン・ベルンハルト・フィッシャー・フォン・エルラッハはハプスブルク帝国のグラーツで誕生した。母アンナ・マリアは建具屋の娘で、父のヨハン・バプティスト・エルラッハはグラーツの複数の建物や城の内装の彫刻装飾を手掛けていた彫刻家であった。エルラッハはシュタイアーマルク地方の職人文化が息づく中で育つ。父の工房で彫刻技巧の特訓を受け、さらなる修行を受けさせるため父の薦めでイタリアに遊学した。
1671年、エルラッハはイタリアのローマで彫刻家ジャン・ロレンツォ・ベルニーニに弟子入りしてイタリアのバロック様式の彫刻や建築を学ぶ。
約16年のイタリア修行を終えてオーストリアに帰国後、エルラッハはハプスブルク宮廷建築家に選出された。
エルラッハは初期にウィーンの中心部にあるグラベンで聖三位一体柱の彫刻を手掛けて完成度の高さを称賛された。
エルラッハはヨーゼフ1世、カール6世 (神聖ローマ皇帝)に仕え、ウィーン、ザルツブルク、グラーツを中心に多くの宮殿、城、教会の彫刻や建築事業を手掛けた。特に王立図書館(オーストリア国立図書館)、カールス教会、シェーンブルン宮殿、聖ヨハネ救護院教会、コレーギエン教会、シュヴァルツェンベルク宮殿、ウルスリーヌ修道会教会、三位一体教会は名高い。
古今の建築物を研究し、フランスのシャトーやイタリアのバロック様式に古代ローマ建築さらにオーストリアの伝統建築を融合させた。1721年に建築書『Entwurff Einer Historischen Architectur』を刊行した。
数々の功績を認められて1696年に貴族の爵位を与えられた。エルラッハはウィーンで死去した。
息子のヨーゼフ・エマニュエル・フィッシャー・フォン・エルラッハも建築家になり、父の意志を継ぎ未完成だった建築物を完成させた。

## 代表作

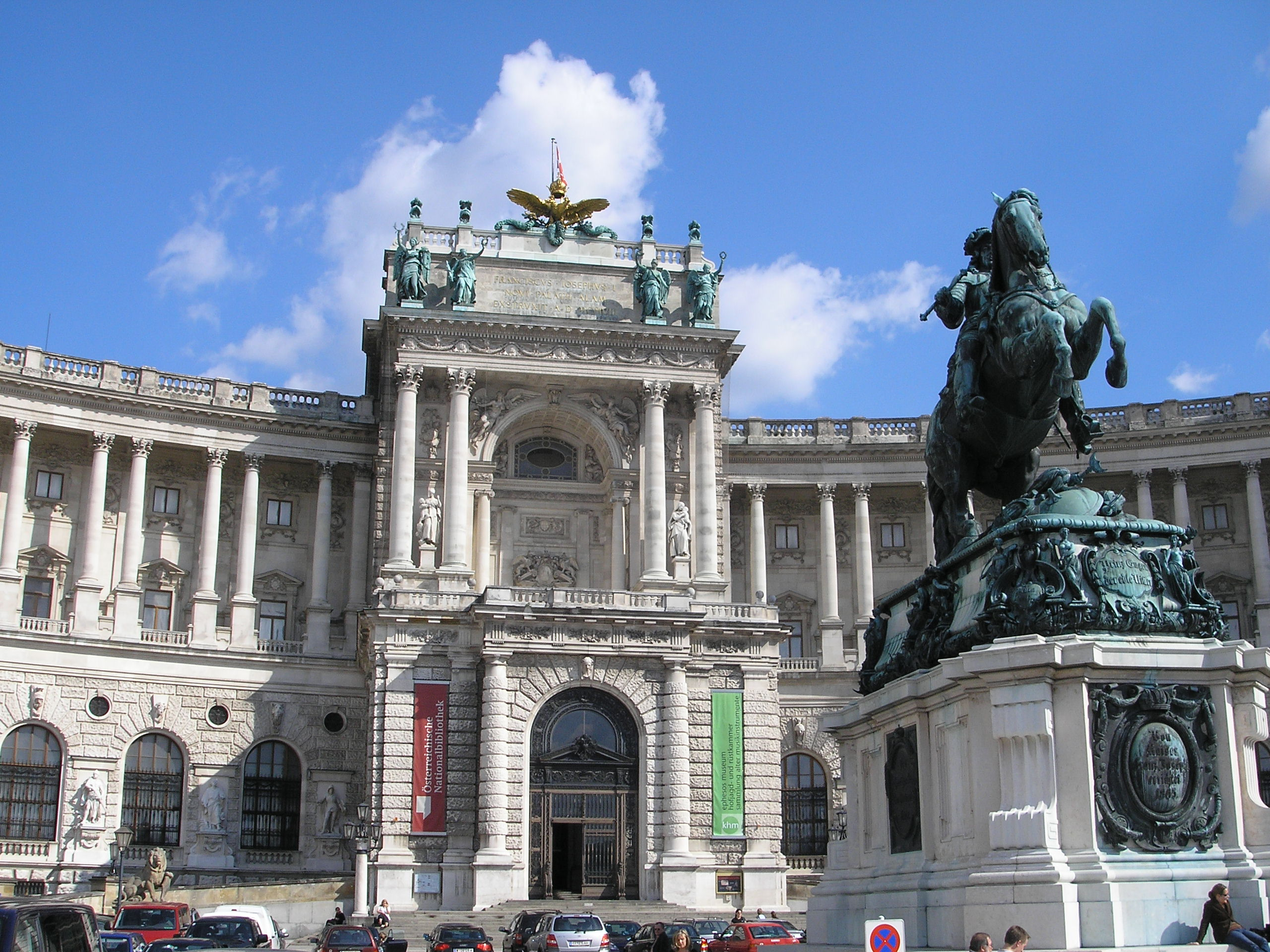
オーストリア国立図書館
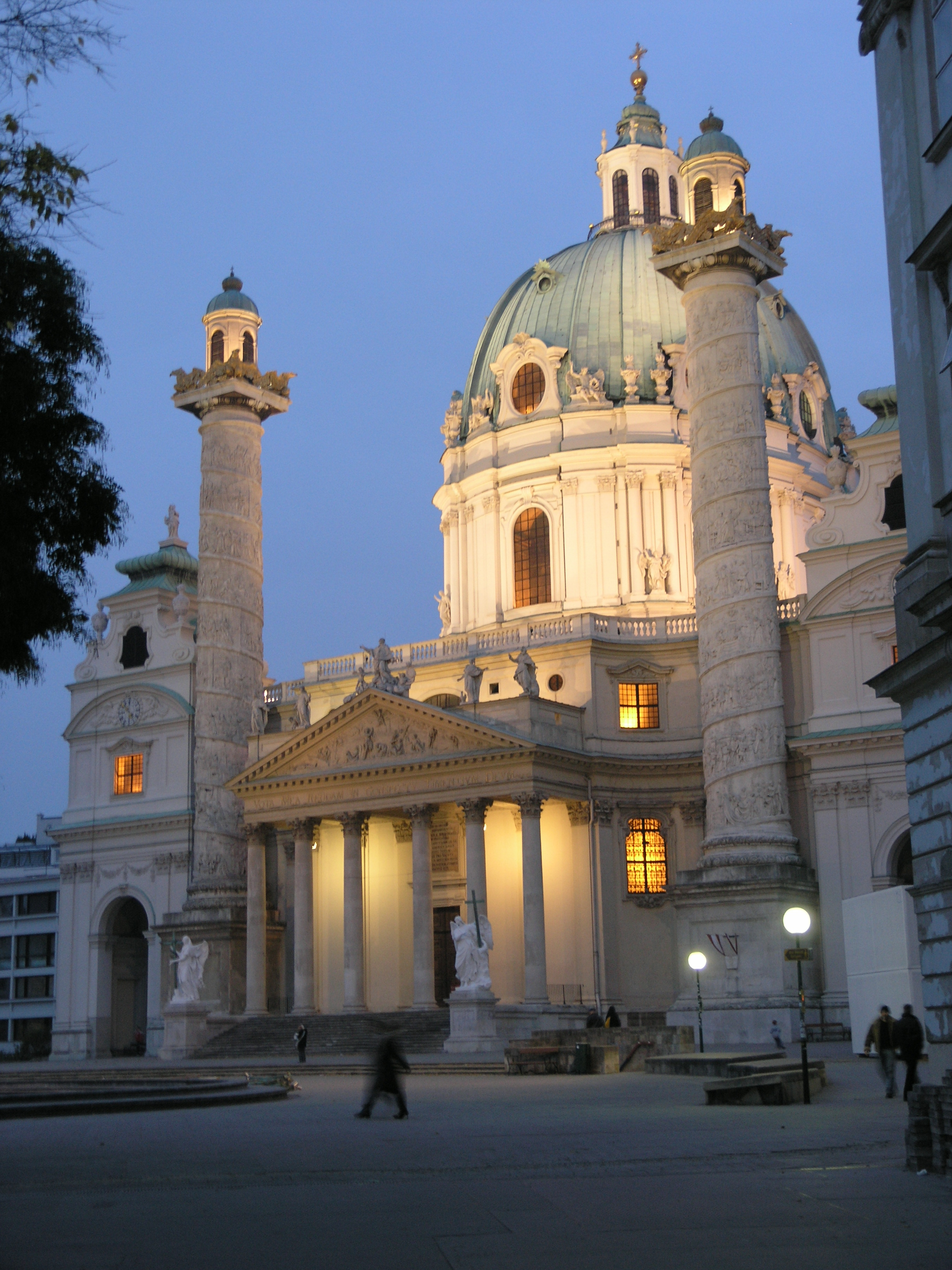
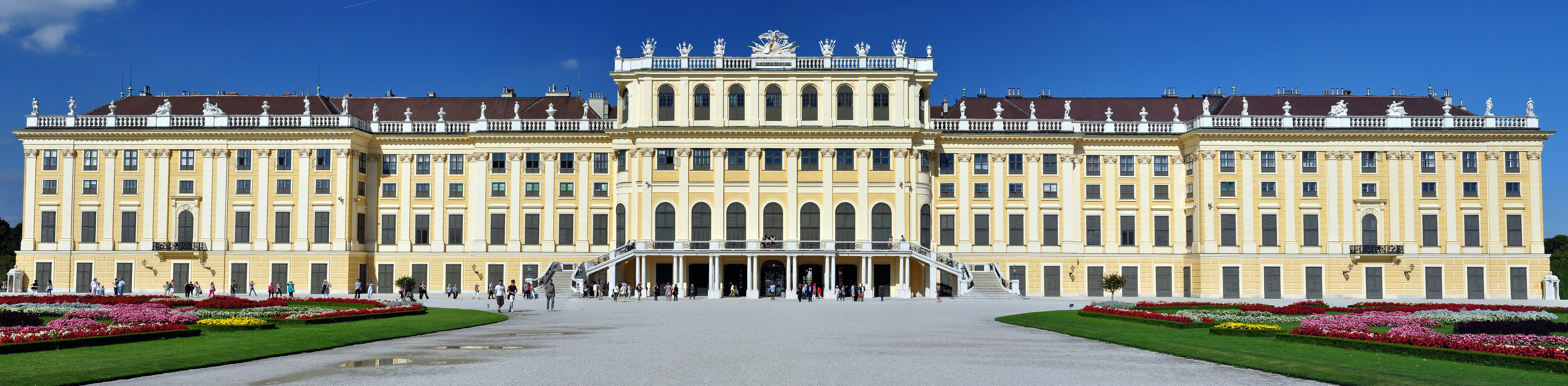